# Agritubel
Agritubel Pro Cycling Team  var et professionelt cykelhold fra Frankrig som deltager i UCI Continental Circuits og i visse UCI ProTour-løb som wildcard. Holdet blev oprettet i 2005 med hovedsageligt franske ryttere. Holdets sponsor er Agritubel, en international producent af metalrør til kvægindhegninger, husdyrbestand og gårdsdrift.
Agritubel er mest kendt for sejre i UCI Continental Circuits, men i 2006 blev holdet udvalgt som et af to wildcard hold (som ikke er med i UCI ProTour) for at kæmpe i Tour de France. Det samme skete i 2007. I 2006, cyklede Agritubel i flere UCI ProTour-løb, som  Paris-Nice, Paris-Roubaix, La Flèche Wallonne, Liège-Bastogne-Liège, og Dauphiné Libéré.

## 2009

### Rytterne
|                       | Rytter                | Fødselsdag                |
| --------------------- | --------------------- | ------------------------- |
| Emilien Benoit Berges | Emilien Benoit Berges | 13. januar 1983 (42 år)   |
| Freddy Bichot         | Freddy Bichot         | 9. september 1979 (45 år) |
| Maxime Bouet          | Maxime Bouet          | 3. november 1986 (38 år)  |
| Steven Caethoven      | Steven Caethoven      | 9. maj 1981 (43 år)       |
| Cedric Coutouly       | Cedric Coutouly       | 26. januar 1980 (45 år)   |
| Romain Feillu         | Romain Feillu         | 16. april 1984 (40 år)    |
| Mikel Gaztañaga       | Mikel Gaztañaga       | 30. december 1979 (45 år) |
| Eduardo Gonzalo       | Eduardo Gonzalo       | 25. august 1983 (41 år)   |
| Cédric Hervé          | Cédric Hervé          | 14. november 1979 (45 år) |
| Kevin Ista            | Kevin Ista            | 25. november 1984 (40 år) |

|                   | Rytter            | Fødselsdag                 |
| ----------------- | ----------------- | -------------------------- |
| Nicolas Jalabert  | Nicolas Jalabert  | 13. april 1973 (51 år)     |
| David Lelay       | David Lelay       | 30. december 1979 (45 år)  |
| Geoffroy Lequatre | Geoffroy Lequatre | 30. juni 1981 (43 år)      |
| Christophe Moreau | Christophe Moreau | 12. april 1971 (53 år)     |
| Anthony Ravard    | Anthony Ravard    | 28. september 1983 (41 år) |
| Christophe Rinero | Christophe Rinero | 29. december 1973 (51 år)  |
| Benoît Salmon     | Benoît Salmon     | 9. maj 1974 (50 år)        |
| Benoît Sinner     | Benoît Sinner     | 7. august 1984 (40 år)     |
| Nicolas Vogondy   | Nicolas Vogondy   | 8. august 1977 (47 år)     |

## Sejre 2007
| Dato | Løb            | Sted     | Vundet     | Rytter                     |
| ---- | -------------- | -------- | ---------- | -------------------------- |
| 2007 | Tour de Vendée | Frankrig | Sammenlagt | Mikel Gaztanaga Echeverria |

## Udstyr
- Beklædning: Noret
- Cykler: MBK
- Gear: Shimano
- Hjul: Shimano